# Dalhousiea paucisperma
Dalhousiea paucisperma là một loài thực vật có hoa trong họ Đậu. Loài này được Griff. miêu tả khoa học đầu tiên.